# 카를 프리드리히 빌헬름 클라우스
카를 프리드리히 빌헬름 클라우스(Carl Friedrich Wilhelm Claus, 1835년 1월 2일 ~ 1899년 1월 18일)는 독일의 동물학자이자 해부학자이다. 그는 에른스트 헤켈의 아이디어에 반대했다.

## 생애
클라우스는 마르부르크 대학교와 기센 대학교에서 루돌프 류카트(Rudolf Leuckart)와 함께 공부했다. 이후 뷔르츠부르크 대학교에서 일했다. 그는 1863년에는 마르부르크 대학교, 1870년에는 괴팅겐 대학교, 1873년 빈 대학교에서 동물학 교수가 되었다. 트리에스테의 해양학 연구소 소장이었고 해양동물학을 전문으로 했으며, 그곳에서 그의 관심은 갑각류에 집중되었다. 세포생물학에 대한 연구 중에 그는 식세포(phagocyte)라는 단어를 만들었다.
그는 지그문트 프로이트가 의대생일 당시에 그를 가르쳤던 교수였다. 프로이트는 클라우스의 수업에서 영감을 받아, 제대로 밝혀지지 않았던 장어 생활사에 대한 연구를 시작했다.

## 작업
그의 수많은 작업 중에서 다음이 중요하다.
- Die freilebenden Copepoden (1863);
- Beiträge zur Kenntnis der Ostracoden (1868);
- Grundzüge der Zoölogie (1868)  ;
- Ueber den Bau und die Entwicklung der Cumaceen (1870);
- Die Metamorphose der Squilliden (1872);
- Ueber die Entwicklung Organization und systematische Stellung der Arguliden (1875);
- Lehrbuch der Zoölogie  (6th ed., 1897; Text-book of Zoölogy 라는 제목으로 영어로 번역됨, Claus and Sedgwick, London, 1897  ).[1]